# August d'Ailly
Johan Christian August d'Ailly, född 22 juli 1822 i Karlskrona, död 17 augusti 1877 i Stockholm, var en svensk mariningenjörsofficer.

## Biografi
d'Ailly växte upp i Karlskronavarvets närhet. Han avlade konstruktörelevsexamen 1836 och blev samma år elev vid konstruktionskåren och avlade underkonstruktörexamen 1840 och skepparexamen 1841 samt samma år sjöofficersexamen. d'Ailly blev 1841 underkonstruktör, avlade konstruktionsofficerexamen 1843 och blev sekundlöjtnant vid flottans konstruktionskår. Han intresserade sig tidigt för ångmaskinernas framtida betydelse för flottan och besökte byggande av ångkorvetten Gefles maskineri vid Motala varv 1846–1847 och erhöll 1846 tjänstledighet för att under tre år vid Motala verkstad och tillhörande varv i Norrköping studera ångmaskiner och järnfartygs byggande. Samma år tilldelades han maskinistofficerslön. Han återkallades dock redan 1848 för att bli arbetsledare vid järn- och metallverkstäderna i Karlskrona.
Åren 1855–1867 var han lärare i ångmaskinslära vid flottans maskinistskola och vid skeppsbyggeriinstitutet 1857–1866. På egen begäran transporterades d'Ailly 1858 till Flottans mekaniska kår, där han samma år blev löjtnant. Under John Ericssons ledning studerade han 1862–1863 monitorfartyg. d'Ailly var ledamot av svensk-norsk-danska kommittén angående lämpligare sjökrigsmateriel 1863, befordrades 1864 till kapten, 1865 till major och blev vid Mariningenjörstatens uppsättande 1867 förordnad till överdirektör och chef för denna stat. Han erhöll 1869 uppdrag från danska marinministeriet att göra förslag till en större bepansrad kanonbåt. d'Ailly företog 1871 en teknisk studieresa till Horten och 1875 en studieresa till Storbritannien, Frankrike, Nederländerna och Danmark.
d'Ailly blev ledamot av Örlogsmannasällskapet 1858 (hedersledamot 1874), riddare av Sankt Olavs orden 1864, ledamot av Krigsvetenskapsakademien 1866, riddare av Nordstjärneorden 1868, riddare av Dannebrogordens andra grad 1869 samt kommendör av första klass av Vasaorden 1873. Han innehade därtill flera utländska ordnar.
Johan Christian August d'Ailly var son till kaptenen, senare översten vid Flottans konstruktionskår, Jacob Henric d'Ailly. Han var bror till överste Hack d'Ailly. August d'Ailly gifte sig 1850 med Lotten Blum. De blev föräldrar till Adolf d'Ailly. Makarna vilar på Galärvarvskyrkogården.